# Ганс Бангертер
Ганс Бангертер (нім. Hans Bangerter; 10 червня 1924, Швейцарія — 2 серпня 2022) — швейцарський футбольний функціонер. 29 років пропрацював на посаді генерального секретаря УЄФА (1960 — 1989).